# Gylfaginning

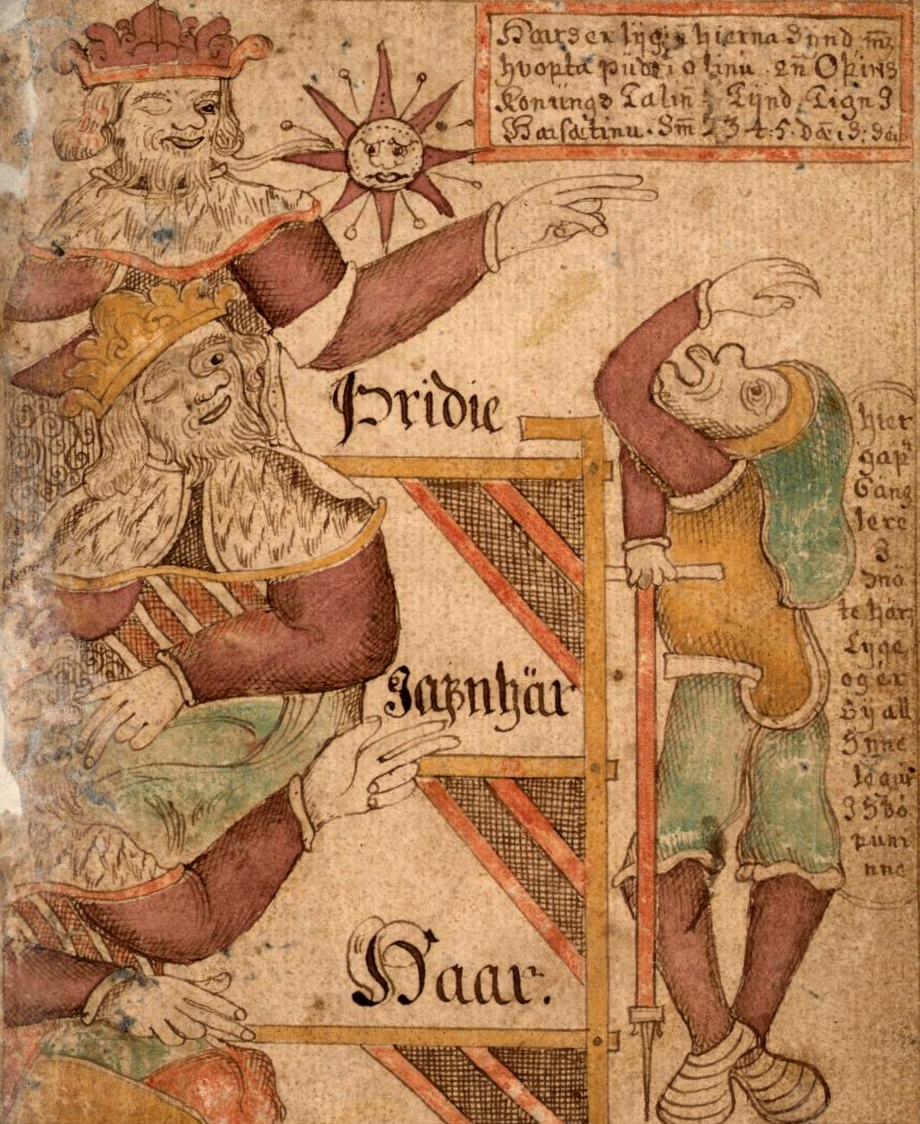
Imatge d'un manuscrit islandès del del Gylfaginning

La visió de Gylfi (en nòrdic antic Gylfaginning) és la primera secció de l'Edda prosaica. L'escalda islandès Snorri Sturluson va resumir la mitologia nòrdica sota un sistema coherent, alguns afirmen que fou per temor que es perdés o es desvirtués sota el domini espiritual del cristianisme a Europa.
Sturluson es basà en cants escrits uns segles abans, i àdhuc en els primers temps del Cristianisme. Aquests s'han conservat principalment a l'Edda poètica.
Les narracions mitològiques que es conserven al Gylfaginning eren útils per als poetes, els escaldes, atès que obtenien motius i matèries per a llurs versos. A més a més, molts kennings s'expliquen segons les aventures i fites dels déus.

## Argument
Gylfi, governant de les terres de l'actual Suècia, era un home savi i expert. S'estranyava que els Æsir fossin tan savis perquè totes les coses es fessin d'acord amb llur voluntat. Gylfi pensà a provar els Æsir i viatjar a l'Asgard (llar dels Æsir); aquests, però, atès que eren vidents, van saber del viatge i de la visita de Gylfi i li feren provocar una visió en forma miratge. Quan entrà a la fortalesa, va veure un palau tan alt que amb prou feines se'n podia entrellucar el sostre. Gangleri va sortir al seu encontre i li digué que havia arribat fins allà per camins misteriosos. Va ser, en endavant, el seu guia, i qui formulava les preguntes en nom seu. Aquestes eren respostes per tres personatges: l'alt, el més alt i l'igual d'alt. Aquests personatges eren —en la traducció que fa Jorge Luis Borges del text— una ironia sobre la Santíssima Trinitat.
S'hi narren diverses històries, per exemple, que el món va néixer del xoc d'una matèria calenta i d'una freda a l'espai màgic anomenat Ginnungagap. Els primers éssers que varen habitar aquell món eren els ètuns. D'ells el més vell de tots era Ymir. No se'ls considera pas déus, esclareix Snorri, car eren malvats, com tota la seva descendència. La primera divinitat neix de la condensació de la suor d'Ymir i el seu nom és Buri. Aquest seria el pare de Borr, qui es casà amb Bestla, filla d'un altre gegant.

### Formació del món i de les criatures
Els tres primers fills de la primera parella són els tres primers Æsir: Odin, Vili i Vé. Els Æsir feren de la carn d'Ymir la terra, de la seva sang el mar i els llacs, dels seus ossos les muntanyes i de les seves dents les roques. Amb la part còncava del crani aixecaren el cel i amb les guspires que provenien de la terra calenta crearen els astres. Al centre de la terra varen fer-hi muralles amb les celles d'Ymir, i aquestes muralles protegien Midgard, ço és, la terra dels homes. Amb el cervell del gegant van fer els núvols. Per a ells, els Æsir van crear una altra fortalesa o recinte, l'Asgard.
Els astres principals, el Sol i la Lluna, giren en la conca del crani d'Ymir perseguits per llops. L'arc de Sant Martí, el Bifrost, és el pont entre el cel i la terra. Per decisió dels déus, els nans nascuts com cucs de la sang d'Ymir van quedar condemnats a viure sota el sòl i les pedres.
La primera parella humana fou creada per Odin de dues soques d'arbre. L'home es digué Ask i la dona Embla.
El lloc sagrat dels déus és un arbre, l'enorme freixe anomenat Ígdrasil, que es tradueix com 'el corser d'Ygg', un dels tants noms d'Odin.
L'Ígdrasil és el lloc on els déus tenen el seu tribunal tots els dies. Les branques d'aquest arbre s'estenen per tots els mons i arriben més enllà del cel, tant les seves arrels s'endinsen cap als llocs i temps primigenis, com el temps dels Æsir i la seva terra i el temps i el lloc dels ètuns. Sota les seves arrels hi ha la font del gegant Mímir que tanca tota la saviesa. Odin baixà fins a ella però no se li permeté beure'n fins que lliurà un ull com a ofrena. Al cel hi ha una altra font, i juntament amb ella la sala on habiten les nornes, que modelen les vides dels homes, que es diuen Urd, Verdandi i Skuld.
Al cim del freixe sagrat habiten l'àguila sense nom, i el falcó Veðrfölnir, que representa la saviesa. Un esquirol, Ratatösk, que simbolitza l'intrigant, duu i porta notícies per les branques. Els corbs d'Odin, que informen al déu suprem del panteó nòrdic del que passa a la terra, també viuen a la copa. Tres cérvols pasten vora l'arbre, traient-li l'escorça, i el drac Níðhöggr menja les seves arrels.
Al cel del freixe hi ha el regne dels elfs lluminosos, de figura més bella que el Sol, en tant que els elfs foscos, més negres que el quitrà, viuen sota l'arbre.